# Торопи
Торопи (порт. Toropi) — муниципалитет в Бразилии, входит в штат Риу-Гранди-ду-Сул. Составная часть мезорегиона Западно-центральная часть штата Риу-Гранди-ду-Сул. Входит в экономико-статистический микрорегион Санта-Мария. Население составляет 3164 человека на 2006 год. Занимает площадь 202,978 км². Плотность населения — 15,6 чел./км².

## История
Город основан 28 декабря 1995 года.

## Статистика
- Валовой внутренний продукт на 2003 составляет 27.704.728,00 реалов (данные: Бразильский институт географии и статистики).
- Валовой внутренний продукт на душу населения на 2003 составляет 8.714,92 реалов (данные: Бразильский институт географии и статистики).
- Индекс развития человеческого потенциала на 2000 составляет 0,732 (данные: Программа развития ООН).